# Bolitochara unicolor
Bolitochara unicolor är en skalbaggsart som beskrevs av Adelbert Fenyes 1909. Bolitochara unicolor ingår i släktet Bolitochara och familjen kortvingar. Inga underarter finns listade i Catalogue of Life.